# 大墓塬墓地
大墓塬墓地，位于山西省临汾市吉县城西偏北上东村与洪北沟之间，是中华人民共和国山西省文物保护单位之一。
1996年1月12日，授予山西省文物保护单位，是一座古墓葬。